# Худжанд
Худжа́нд (тадж. Хуҷанд, перс. خجند; согдійське kwc'nth, дав.-гр. Ἀλεξάνδρεια Ἐσχάτη; до 1936 року — Ходжент, 1936–1990 — Ленінабад) — місто на півночі Таджикистану, адміністративний центр Согдійського вілояту; друге за значенням і величиною місто, великий економічний та культурний центр країни. Місто розташоване на відстані 200 км на північний схід від Душанбе (дорогою — 341 км).
Худжанд є одним з найдавніших міст у Центральній Азії. Нині у 199-тисячному (2022) Худжанді працюють понад 40 підприємств, діють культурні та освітньо-наукові осередки, місто є залізничним вузлом (станція Худжанд у селищі Гафуров), працює аеропорт.

## Назва
Сучасну назву міста Худжанд подеколи транслітерують як Ходжент або Худжант. Ця традиція іде від часів Російської імперії, до 1936 року перську назву міста перс. خجند, російською та українською було прийнято передавати як Ходжент.
Від 10 січня 1936 року до 26 лютого 1991 року місто носило ім'я Ленінабад (на честь В. І. Леніна (Ульянова)), при цьому в історичній літературі для періоду до 1936 року зберігалась написання назви Ходжент.
Постановою Верховної Ради Таджицької СРР № 246 від 26 лютого 1991 року місту повернуто його історичну назву.

## Географія і клімат

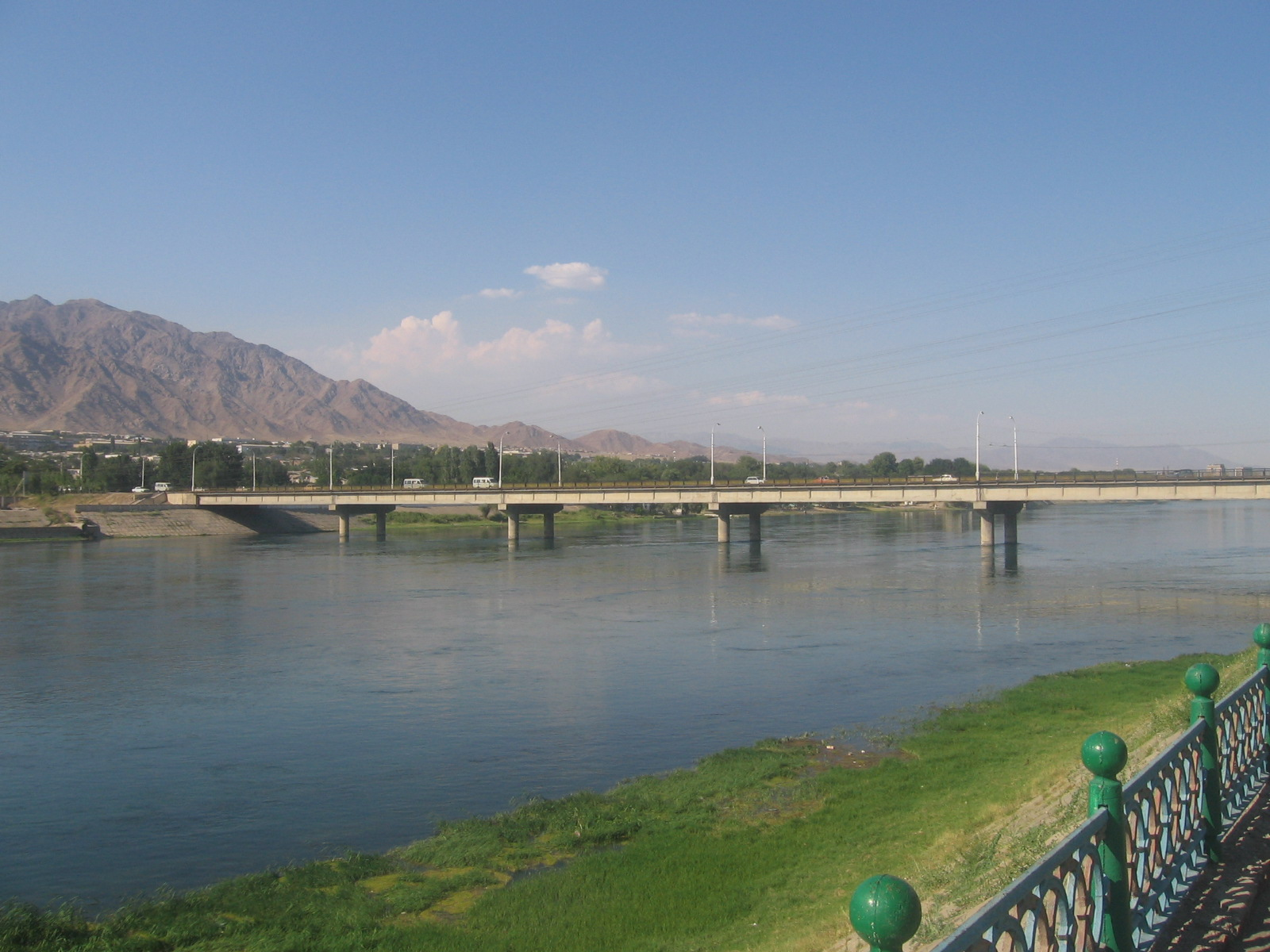
Сирдар'я в Худжанді

Худжанд розташований на берегах Сирдар'ї, нижче Кайраккумського водосховища, за 35 км вище узбекистанського Бекабада. Місто — це вхід до Ферганської долини, між відрогами Туркестанського хребта на півдні і горами Моголтау на півночі.
У Худжанді континентальний клімат, із сухим і спекотним літом та досить прохолодними зимами. Пересічний показник опадів у місті складає: у холодний період року 87 мм, а найбільша їхня кількість випадає у березень/квітень (25-27 мм), найменша — у літні місяця (9-11 мм, серпень). Сніговий покрив у місті є рідкісним.
| Клімат Худжанд                             | Клімат Худжанд | Клімат Худжанд | Клімат Худжанд | Клімат Худжанд | Клімат Худжанд | Клімат Худжанд | Клімат Худжанд | Клімат Худжанд | Клімат Худжанд | Клімат Худжанд | Клімат Худжанд | Клімат Худжанд | Клімат Худжанд |
| Показник                                   | Січ.           | Лют.           | Бер.           | Квіт.          | Трав.          | Черв.          | Лип.           | Серп.          | Вер.           | Жовт.          | Лист.          | Груд.          |                |
| Абсолютний максимум, °C                    | 15,7           | 19,5           | 28,8           | 36,5           | 39,9           | 43,5           | 45,9           | 43,8           | 38,2           | 33,8           | 24,4           | 18,6           |                |
| Середній максимум, °C                      | 3,5            | 6,2            | 13,8           | 21,9           | 28,6           | 34,2           | 35,5           | 32,4           | 28,8           | 20,6           | 12,3           | 5,6            |                |
| Середня температура, °C                    | −0,4           | 2,2            | 8,2            | 15,7           | 21,7           | 26,8           | 28,7           | 26,4           | 20,9           | 13,6           | 6,6            | 1,5            |                |
| Середній мінімум, °C                       | −3,2           | −1,8           | 4,2            | 10,7           | 15,5           | 19,6           | 21,2           | 18,8           | 13,6           | 8,1            | 3,4            | −0,5           |                |
| Абсолютний мінімум, °C                     | −22,8          | −22,2          | −13,6          | −3,9           | 0,8            | 8,7            | 10,5           | 7,0            | 1,4            | −6,8           | −18,8          | −20            |                |
| Середня кількість сонячних годин на місяць | 124,0          | 127,1          | 167,4          | 210,0          | 294,5          | 357,0          | 381,3          | 359,6          | 300,0          | 223,2          | 156,0          | 102,3          | 2802,4         |
| Норма опадів, мм                           | 15.1           | 15.4           | 24.9           | 26.8           | 20.1           | 8.6            | 3.9            | 1.2            | 3.2            | 14.9           | 15.7           | 17.3           |                |
| Днів з опадами                             | 11,4           | 11,0           | 12,7           | 12,6           | 12,0           | 6,3            | 4,1            | 2,6            | 3,2            | 6,8            | 7,4            | 10,4           |                |
| Вологість повітря, %                       | 77.8           | 75.4           | 64.0           | 56.3           | 48.7           | 34.8           | 33.8           | 38.4           | 43.3           | 55.4           | 75.2           | 76.4           |                |
| ------------------------------------------ | -------------- | -------------- | -------------- | -------------- | -------------- | -------------- | -------------- | -------------- | -------------- | -------------- | -------------- | -------------- | -------------- |

## Населення
Худжанд — друге за чисельністю населення місто Таджикистану. Станом на 2022 рік тут проживало 198 700 осіб. На 2023 р. Населення 203 500 осіб. Динаміку змінюваності чисельності населення демонструє нижче наведена таблиця:
| Рік                     | 1897 | 1926 | 1959 | 1973 | 1989 | 2002 | 2007 | 2010 | 2014 | 2019 | 2021 | 2022 |
| Населення, тис. жителів | 30   | 37   | 77   | 113  | 160  | 147  | 149  | 149  | 170  | 182  | 197  | 199  |

Головні етнічні складові населення Худжанда — таджики, узбеки та росіяни. Загалом у місті проживають представники 20 народів.

## Органи управління та адмінустрій[2]
Виконавчий орган державної влади міста Худжанда (до 2004 року хукумат) є адміністративно-виконавчим органом державної влади в місті, і очолюється Головою, що має 5 заступників та складається з апарату на чолі з його керівником. У апараті Голови Виконавчого органу державної влади Худжанда працюють 60 співробітників. У 1999–2006 роки Головою міста був Джалолов Олімджон Рахматович, 2006—09 — Мамаджанов Мухаммаджон Вохидович. Від січня 2009 року Головою міста є Мирхаликов Садикджон Темурбаєвич.
Нині в Худжанді нараховується 18 махаллінських комітетів, 3 великих житлових масиви на лівобережжі Сирдар'ї — квартали Пахтакор, Бахор, Бофанда, 14 мікрорайонів на правому березі річки.

## Історія

### За давнини

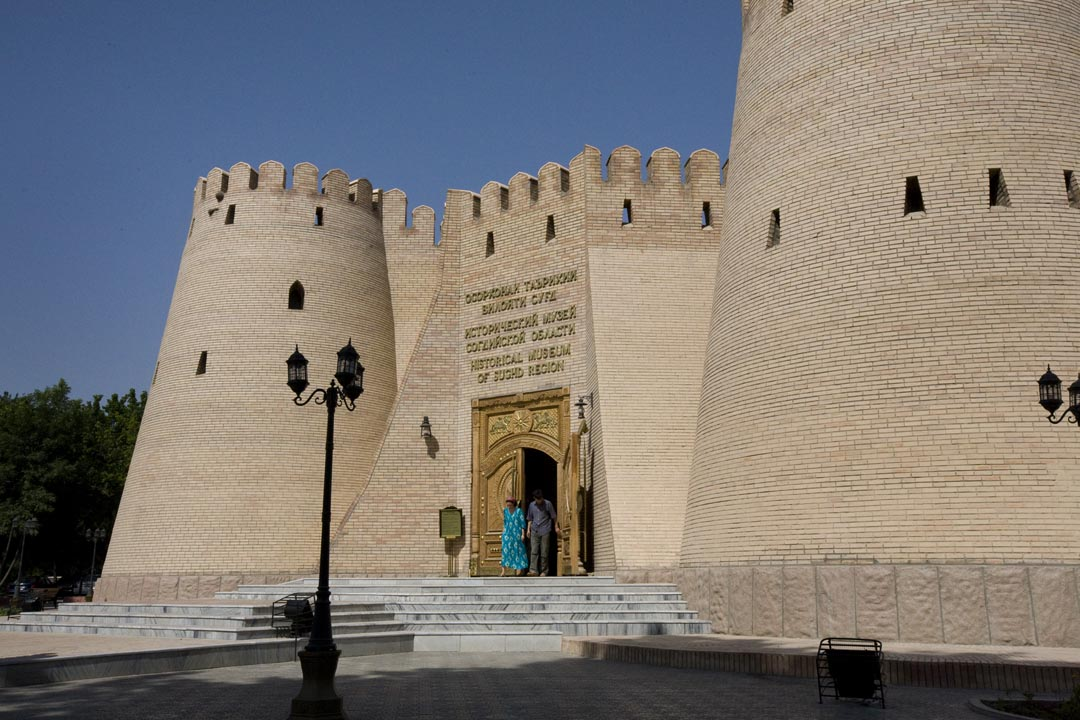
Середньовічна фортеця Худжанда, тепер тут міститься музей

Історія міста Худжанда сягає глибокої давнини. Місто існувало ще за династії Ахеменідів. Війська Александра Македонського, захопивши місто, укріпили його, назвавши Александрія Есхата (Крайня) (грец. Ἀλεξάνδρεια Ἐσχάτη). 
У VIII столітті місто захопили араби. У 1219—20 роках місто активно оборонялося від навали військ Чингізхана, однак було зруйноване.
Віддавана Худжанд, перебуваючи на перехресті торгових шляхів Сходу, на Великому шовковому шляху, був одним з найважливіших економічних, військово-стратегічних і культурних осередків Мавераннахру.
Худжанд був батьківщиною відомих астрономів, математиків, лікарів, істориків, поетів, музикантів. Так, Абумахмуд Худжанді став засновником місцевої астрономічної школи, уродженець Худжанда, поет XIV століття Камол Худжанді відомий своїми ліричними газелями, уславилась у Середні віки і ще одна містянка — поетеса, музикант і танцівниця Махасті.
Ще в ранньому Середньовіччі на території Худжанда збудували фортецю, що виконувала своє призначення аж до початку ХХ століття.

### У складі Російської імперії
24 травня 1866 року Худжанд був зайнятий російською армією і ввійшов до складу Російської імперії. Місто стало центром Ходжентського повіту Самаркандської області.
На початку ХХ століття Ходжент був одним з центрів революційного руху на території Таджикистану. Тут активно розвивався національно-визвольний і робітничий рух. У липні 1916 року в місті спалахнуло народне повстання.

### Розвиток у радянський час
Вважається, що радянська влада в Ходженті була встановлена в другому місті Середньої Азії (після Ташкента), вже у листопаді 1917 року, щоправда потім ще декілька разів змінювалась.
До 1929 року Худжанд входив до складу Узбецької РСР.
2 жовтня 1929 року Ходжент було включено до складу Таджицької РСР.
У роки Другої світової війни у лавах воїнів Червоної армії були і худжандці — так навічно подвигами свої ім'я уславили Файзулло Ахмедова, Рахімбоя Рахматова і Сейтвелієва, що стали Героями Радянського Союзу, а Пулод Атаєв є кавалером 3 орденів Слави.
У повоєнний час, зокрема, у 1950—60 роки Ходжент активно розбудовується — місто почало забудовуватись і на правобережжі Сирдар'ї, звели 2 мости через річку. У місті були відкриті численні навчальні, в тому числі вищі навчальні, заклади, лікарні, заклади культури тощо.
У 1986 році місто бучно відзначило ювілей — 2500-ліття з часу заснування. З цієї нагоди Ходжент згідно з Указом Президії Верховної Ради СРСР нагородили орденом Дружби народів.

### У незалежному Таджикистані
XVI сесія Верховної Ради Республіки Таджикистан, яка відбулася в селі Арбоб на відстані 10 км від Худжанда у листопаді 1992 року, відновила конституційний лад у республіці й обрала Головою Верховного Ради Емомалі Рахмона.
У 1990-х роках у Худжанді відбувалися складні економічні процеси, які призвели до утворення міцного приватного сектору в економіці міста. Великі радянські підприємства стали акціонерними товариствами. Від кінця 1990-х років економіка міста демонструвала позитивну динаміку.

## Економіка

### Промисловість[2]
За минулі роки промисловість Худжанда стала багатогалузевою. У теперішній час (кінець 2000-х років) у місті працюють понад 40 промислових підприємств, що за добу виробляють стільки продукції, скільки вироблялось на початку XX століття за рік. У галузі зайняті понад 20 % працездатного населення міста, тобто близько 13 тисяч осіб.
Розвиток отримали легка, електронна і харчова промисловість:
- легка — у структуру легкої промисловості міста входять такі піжприємства як АТ «Худжандатлас», АТ «Зиннат», АТ «Нуртекс», АТ «Колинхои Худжанд», АТ «Эхьё», ЗАТ «К-3», АТ «Пойафзолдузи Худжанд», СП «Кабоол-Таджик-Текстайлз», СП «Текстиль-Сити», СП «Джавони», ВАТ «Нигор», СП «ВТ- Силк». Найбільш розвинутими є підприємства, що працюють на місцевій сировині — бавовняному волокні, до таких належать спільне підприємство «Кабоол-Таджик-Текстайлз», спільне підприємство «Джавони», АТ «Нуртекс», ЗАТ «К-3», СП «Текстиль-Сити», АО «Худжандатлас».
- харчова індустрія Худжанда — представлена великими підприємствами з виробництва консервів, пива, вино-горілчаної продукції, борошна і хліба, безалкогольних напоїв, молока і молочних виробів. Також працюють понад 100 малих підприємств цієї галузі з виробництва м'ясної продукції, кондитерських виробів і переробки молока. Лідерами галузі є АТ «Худжандський консервний комбінат» і АТОВ «Худжандський молкомбінат».
- торгове машинобудування і металообробка — дану галузь промисловості в місті представляють АТ «Худжандторгмаш», що виробляє торгове обладнання на експорт у країни СНД; ТОВ «Дусти Амирхон» (колишнє АТ «Газоаппаратура»), що виробляє водонагрівні котли, газові горілки, настільні газові плитки тощо; ТОВ «Сирандуд» — єдине діюче в Середній Азії підприємство, що займається виробництвом понад 30 найменувань стального емальованого посуду.

### Транспорт

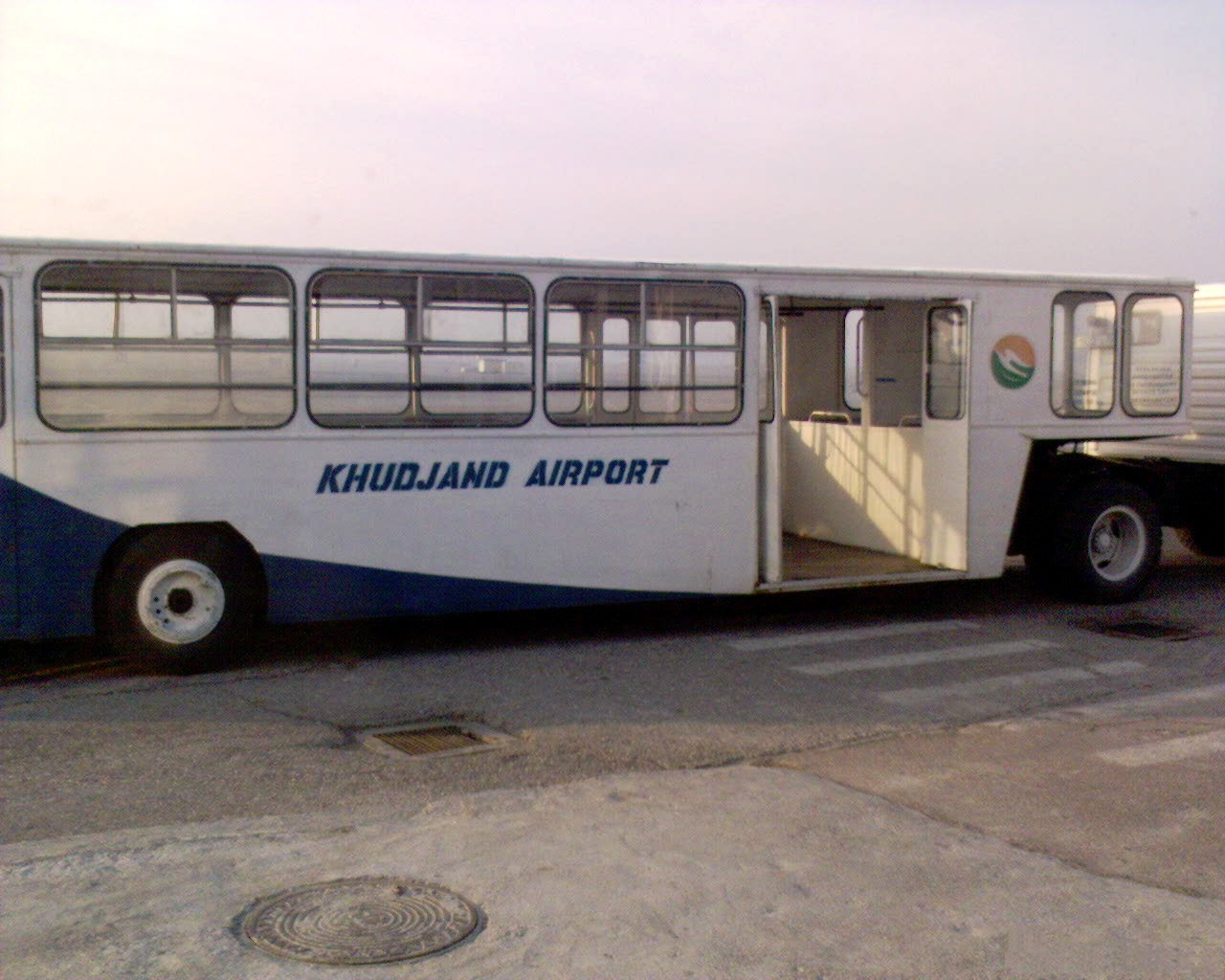
Пасажирський автобус у аеропорті «Худжанд»

Вигідне географічне розташування Худжанда, досить рівномірне розташування промислових підприємств на його території обумовили створення розвинутої транспортної інфраструктури. Залізниця і сучасні автомобільні шляхи (усі районні центри області пов'язані з обласним і між собою дорогами з твердим покриттям) поєднують Худжанд зі столицею Душанбе та країнами Середньої Азії. З Душанбе, багатьма містами Росії, Урумчі (Китай) поєднаний Худжанд повітряним сполученням — функціонує аеропорт «Худжанд».
Частка автомобільного транспорту від загалу пасажироперевезень у місті становить 86 %, вантажоперевезень — цілих 90 %.
Міський громадський транспорт у Худжанді представлений мікроавтобусами та автобусами і нараховує понад 100 маршрутів, з яких близько 90 % є таксобусними. Тролейбусний рух у місті було закрито в 2010 році.

### Торгівля[2]
У теперішній час у місті нараховується понад 428 магазинів і понад 150 закладів громадського харчування, функціонує 10 ринків. Підприємства і приватні підприємці, що працюють у сфері побутового обслуговування, надають населенню міста близько 30 видів побутових послуг.
Обіг роздрібної торгівлі на 99,4 % формується в недержавному секторі.

## Соціальна сфера: медицина і освіта

### Медицина
У 1917 році в Ходженті було лише 3 лікаря, 6 фельдшерів і одна акушерка. Нині (2000-ні) у місті функціонують 10 лікувально-профілактичних закладів, оснащених сучасним обладнанням і в яких працює кваліфікований персонал.

### Освіта
До революції (1917) в Худжанді зі світських навчальних закладів діяла лише російсько-тубільна школа з 76 учнями та російська група з 53 учнями.
У теперішній час (2000-ні) у місті функціонують 42 школи, у яких навчається 33 тисячі учнів. На потребу часу створені також приватні школи, гімназії, ліцеї, також таджицько-турецька, таджицько-німецька гімназія і таджицько-російська школа. Діє мережа дошкільних закладів, яка охоплює понад 7 тисяч дітей-дошкільнят. Талановиті юні худжандці мають змогу навчатися в 3 музичних школах міста.
Першим вищим навчальним закладом у Худжанді став створений у 1932 році педагогічний інститут. Нині це — Худжандський державний університет імені Б. Гафурова, в якому навчається понад 10 тисяч студентів, а професорсько-викладацький склад налічує 700 викладачів. Тут, зокрема, навчався і відомий радянський таджицький астрофізик П. Б. Бабаджанов.
Загалом нині у місті функціонують 9 вишів і 3 середньо-спеціальних навчальних закладів, де навчаються понад 22 тисячі студентів на очних і заочних відділеннях. З-поміж худжандських вишів — Худжандська Академія мов, Худжандський філіал Таджицького технічного університету імені М. Осімі.

## ЗМІ
У Худжанді видаються 3 мовами (таджицькою, узбецькою і російською) обласні газети — «Хакикати Сугд», «Согдийская правда», «Сугд хакикати», «Шуълаи умед», а також міська газета «Тирози чахон» і численні незалежні газети.

Логотип ІА «Вароруд»

У 1957 році в Ходженті було започатковано телебачення. Нині (2-а пол. 2000-х) жителі Худжанда мають можливість дивитися програми республіканського телебачення — «Шабакаи якум», «Сафина», «Бахористон», також у місті діють міське та обласне радіо, неурядові телевізійники «СМ-1» та «Азия», радіомовник «Тироз».
У місті діє створене у 2000 році інформаційно-аналітичне агентство Varorud, яке оперативно інформує, в тому числі й засобом Інтернету про події в місті, області і всій Ферганській долині.

## Культура

Худжандська муздрама ім. К. Худжані

Худжанд є великим культурним центром Таджикистану і Ферганської долини, тут працюють численні заклади культури, діють мистецькі колективи, проводять різноманітні культурні заходи.
Головним осередком культури міста традиційно виступає міський Палац культури «Рудакі» — тут відбуваються численні культурно-масові заходи міського, обласного і державного рівня.
Худжанд відомий і як театральне місто. Са́ме тут працює відома ще за СРСР таджицька акторка Народна артистка Таджикистану Сайрам Ісаєва. Нині в місті діють 3 театри:
- Театр музичної комедії імені Камолі Худжанді — найстаріший театр міста (створений у 1933 році) є провідною театральною сценою міста;
- Худжандський театр юного глядача — створений у 1998 році[7] є єдиним державним театром цього профілю в країні;
- Худжандський гумористичний театр «Хандинкамон» — створений у 2003 році на чолі з Мукімом Абдуфаттоєвим, єдиний у своєму роді в країні, за час існування дав понад 150 виступів у різних залах Таджикистану (станом на 2008 рік[8]).

Культурні запити населення Худжанда та гостей міста задовольняють також понад 50 масових бібліотек, у тому числі обласна бібліотека імені Т. Асірі, обласний історико-краєзнавчий музей, 2 кінотеатри.

## Архітектурне обличчя і пам'ятки

Пам'ятник Камолу Худжанді

Найбільші магістралі Худжанда — проспекти Леніна та Р. Набієва, вулиці Камолі Худжанді, Фірдавсі, Гагаріна, Р. Джаліла, 50-річчя СРСР. Загалом у місті 205 вулиць і проспектів.
Худжанд, будучи на відміну від столиці Душанбе, містом давнім, має визначні історико-культурні пам'ятки:
- Худжандська фортеця — заснована ще в ранньому Середньовіччі, а за деякими даними (Північно-Таджицької археологічної комплексної експедиції) взагалі у VI—V століттях до н. е., неодноразово руйнувалася та перестроювалася, правила за резиденцію місцевих правителів і держателів міста; своє фортифікаційне призначення виконувала до початку ХХ століття. Востаннє повністю перестроювалася в XV столітті, в такому вигляді в принципі зберігається дотепер. Нині тут працює місцевий історико-краєзнавчий музей.

- Мечеть Масджиді Джамі — комплекс Шейха Муслихиддіна, пам'ятка народного зодчества XVI століття. Розташована на західній стороні центрального майдану Панджшанбе.
- міський базар Панчшанбе — один з найбільших критих ринків у Центральній Азії.

Сучасне архітектурне обличчя 155-тисячного Худжанда визначає переважно радянська забудова 1950—80-х років і новочасне будівництво (1990—2000-і), що широко розгорнулося в місті. У містобудуванні архітектори враховують у своїх проєктах як місцеві кліматичні умови, так і художні й національні традиції. Значними сучасними архітектурними проєктами Худжанда є центральний комплекс адміністративних будівель міста, культурний центр для молоді, будівля резиденції для офіційних осіб і делегацій, будівництво мечеті Шейха Мусліхітдина тощо
У Худжанжі встановлено низку пам'ятників, як за СРСР, так і в добу незалежного Таджикистану. Виразними монументами міста стали зведені нещодавно меморіальний комплекс Камолу Худжанді та пам'ятник Ісмаїлу Сомоні в 17-му мікрорайоні. У місті багато декоративної зелені та водограїв.

## Відомі люди
Історія давнього Ходжента пов'язана з такими видатними поетами і вченими середньовічного Сходу, як Абумахмуд Худжанді, Камол Худжанді, Махасті, Кошифі, Тошхуджі Асірі, знаменитим мандрівником Ходжі Юсуфом, композитором і співаком Содирхоном Хофізом, видними державними діячами Техмосі та Темурмаликом.
У Худжанді народилися ряд видних політиків сучасного Таджикистану, зокрема 1-й Президент країни Кахар Махкамович Махкамов (1990—91) та численні прем'єр-міністри: Абдумалик Абдуллаєвич Абдулладжанов (1992—93), Абдужалил Ахадович Самадов (1993—94), Яхйо Нуридинович Азімов (1996—99), Окіл Гайбуллаєвич Окілов (від 1999 року).
Уродженцями Худжанда є відомий таджицький композитор Ш. Сайфиддинов, народні артисти Х. Мавлянова, Г. Валіматзаде, З. Амінзаде, О. Назаров, М. Ісаєва.
У місті розпочинали свою кар'єру провідні науковці сучасного Таджикистану — академіки АН РТ Б. Гафуров, С. У. Умаров, М. С. Осімі, З. Ш. Раджабов, С. А. Раджабов, Ю. Б. Ісхакі, К. Р. Рахімов, І. І. Негматов та інші.
У 1964 році в сім'ї українських переселенців у Ходженті народився Олег Скрипка, сучасний український музикант, вокаліст, композитор, лідер гурту «Воплі Відоплясова».

## Міжнародне співробітництво
У Худжанда 5 міст-побратимів (див. таблицю нижче).
| Країна      | Місто    | З якої дати         |
| ----------- | -------- | ------------------- |
| Росія       | Оренбург | 7 грудня 1993 року  |
| Киргизстан  | Ош       | 3 червня 2000 року  |
| США         | Лінкольн | 8 жовтня 1992 року  |
| Казахстан   | Шимкент  | 21 квітня 2003 року |
| Таджикистан | Куляб    | 11 жовтня 1991 року |

Також місто має двосторонні угоди в сфері торгово-економічного розвитку з низкою міст світу, в тому числі і з Києвом. У Худжанді працює низка спільних іноземних підприємств, здійснює свою діяльність генеральний консул РФ в РТ А. А. Ярхамедов.

## Виноски
1. ↑  Ходжент // Українська радянська енциклопедія : у 12 т. / гол. ред. М. П. Бажан ; редкол.: О. К. Антонов та ін. — 2-ге вид. — К. : Головна редакція УРЕ, 1985. — Т. 12 : Фітогормони — Ь. — 568, [4] с., [26] арк. іл. : іл., портр., карти + 1 арк с., стор. 158
2. 1 2 3 4 5  Короткий огляд історії та розвитку економіки міста Худжанда [Архівовано 11 березня 2016 у Wayback Machine.] на Офіційна вебсторінка міста [Архівовано 21 квітня 2010 у Wayback Machine.] (рос.)
3. ↑  Дейвіс, Норман (1996). "Європа. Історія". Київ: Основи. с. 121. ISBN 978-966-500-338-0.
4. ↑  Офіційна вебсторінка Худжандського державного університету. Архів оригіналу за 12 липня 2010. Процитовано 12 червня 2010.
5. ↑  Факультети Таджицького технічного університету на Офіційна вебсторінка Таджицького технічного університету (рос.)
6. ↑  Вебсторінка ІА Varorud. Архів оригіналу за 5 червня 2010. Процитовано 12 червня 2010. [Архівовано 2010-06-05 у Wayback Machine.]
7. ↑  Персональна вебсторінка Насрулло Туйчізоди [Архівовано 13 березня 2018 у Wayback Machine.] (рос.)
8. ↑  Керівнику худжандського гумористичного театру «Хандинкамон» вручено ордер від 3-кімнатної квартири // інф. за 23 травня 2008 року на fergana.akipress.org (Інформагенція «Фергана-АКИпресс») [Архівовано 18 червня 2010 у Wayback Machine.] (рос.)
9. ↑  (Худжандський) історико-краєзнавчий музей археології та фортифікації [Архівовано 28 жовтня 2011 у Wayback Machine.] на www.orexca.com («Орієнтал експрес Центральна Азія», вебресурс, присвячений мандрівкам та туризму до Центральної Азії) [Архівовано 7 січня 2010 у Wayback Machine.] (рос.)
10. ↑  Паспорт міста Худжанда[недоступне посилання з липня 2019] на Офіційна вебсторінка міста [Архівовано 21 квітня 2010 у Wayback Machine.] (рос.)